# Алпайн-Нортист (Вайоминг)
Алпайн-Нортист (англ. Alpine Northeast, Wyoming) — статистически обособленная местность, расположенная в округе Линкольн (штат Вайоминг, США) с населением в 82 человека по статистическим данным переписи 2000 года.

## География
По данным Бюро переписи населения США статистически обособленная местность Алпайн-Нортист имеет общую площадь в 12,95 квадратных километров, водных ресурсов в черте населённого пункта не имеется.

## Демография
По данным переписи населения 2000 года в Алпайн-Нортисте проживало 82 человека, 23 семьи, насчитывалось 39 домашних хозяйств и 57 жилых домов. Средняя плотность населения составляла около 6,3 человека на один квадратный километр. Расовый состав Алпайн-Нортиста по данным переписи распределился следующим образом: 90,24 % белых, 2,44 % — коренных американцев, 1,22 % — азиатов, 6,10 % — представителей смешанных рас.
Из 39 домашних хозяйств в 12,8 % — воспитывали детей в возрасте до 18 лет, 51,3 % представляли собой совместно проживающие супружеские пары, в 5,1 % семей женщины проживали без мужей, 38,5 % не имели семей. 25,6 % от общего числа семей на момент переписи жили самостоятельно, при этом 2,6 % составили одинокие пожилые люди в возрасте 65 лет и старше. Средний размер домашнего хозяйства составил 2,10 человек, а средний размер семьи — 2,33 человек.
Население статистически обособленной местности по возрастному диапазону по данным переписи 2000 года распределилось следующим образом: 14,6 % — жители младше 18 лет, 3,7 % — между 18 и 24 годами, 35,4 % — от 25 до 44 лет, 37,8 % — от 45 до 64 лет и 8,5 % — в возрасте 65 лет и старше. Средний возраст жителей составил 42 года. На каждые 100 женщин в Алпайн-Нортисте приходилось 86,4 мужчин, при этом на каждые сто женщин 18 лет и старше приходилось 100,0 мужчин также старше 18 лет.
Средний доход на одно домашнее хозяйство в статистически обособленной местности составил 42 917 долларов США, а средний доход на одну семью — 40 536 долларов. При этом мужчины имели средний доход в 21 250 долларов США в год против 0 долларов среднегодового дохода у женщин. Доход на душу населения в статистически обособленной местности составил 19 712 долларов в год. Все семьи Алпайн-Нортиста имели доход, превышающий уровень бедности, 39,0 % от всей численности населения находилось на момент переписи населения за чертой бедности, включая 47,4 % населения младше 18 и старше 65 лет.